# 대한민국 형사소송법 제234조
대한민국 형사소송법 제234조는 고발에 대한 형사소송법의 조문이다.

## 조문
제234조(고발) ① 누구든지 범죄가 있다고 사료하는 때에는 고발할 수 있다.
②공무원은 그 직무를 행함에 있어 범죄가 있다고 사료하는 때에는 고발하여야 한다.

第234條(告發) ① 누구든지 犯罪가 있다고 思料하는 때에는 告發할 수 있다.
②公務員은 그 職務를 行함에 있어 犯罪가 있다고 思料하는 때에는 告發하여야 한다.

## 참조조문
제239조(준용규정) 전2조의 규정은 고소 또는 고발의 취소에 관하여 준용한다.

제237조(고소, 고발의 방식) ① 고소 또는 고발은 서면 또는 구술로써 검사 또는 사법경찰관에게 하여야 한다.
②검사 또는 사법경찰관이 구술에 의한 고소 또는 고발을 받은 때에는 조서를 작성하여야 한다.

제238조(고소, 고발과 사법경찰관의 조치) 사법경찰관이 고소 또는 고발을 받은 때에는 신속히 조사하여 관계서류와 증거물을 검사에게 송부하여야 한다.

## 판례
- 고발은 피해자 본인 및 고소권자를 제외하고는 누구나 할 수 있는 것이어서 고발의 대리는 허용되지 안고 고발의 의사를 결정하고 고발행위를 주재한 자가 고발인이다[1]

## 참고 문헌
- 손동권 신이철, 새로운 형사소송법(초판, 2013), 세창, 2013. ISBN 9788984114081

## 같이 보기
- 고발